# Ray-sur-Saône
Ray-sur-Saône è un comune francese di 222 abitanti situato nel dipartimento dell'Alta Saona nella regione della Borgogna-Franca Contea.

## Società

### Evoluzione demografica
Abitanti censiti